# Euristhmus
Euristhmus (Еврістмус) — рід риб родини вугрехвості соми ряду сомоподібні. Має 5 видів. Наукова назва походить від грецьких слів eurys, тобто «довгий», та isthmos — «вузький прохід».

## Опис
Загальна довжина представників цього роду коливається від 33 до 46 см. Голова порівняно велика. Очі маленькі. Є 4 пари вусів, зазвичай коротких. Між головою та тулубом тіло сильно звужене. Тулуб подовжений, вугреподібний. Спинний плавець з короткою основою, вузький, з 1 жорстким променем. Жировий, анальний та хвостовий плавці поєднані в один довгий. Грудні та черевні плавці невеличкі.
Забарвлення сіро-коричневе, коричневе або чорне.

## Спосіб життя
Це демерсальні риби. Запливають у гирла річок, де можуть жити в солонуватих водах. Воліють мілководних ділянок з м'яким мулистим або піщаним ґрунтом. Живляться водними донними безхребетними.

## Розповсюдження
Мешкають біля узбережжя Західної Австралії, Папуа-Новій Гвінеї та Нової Зеландії.

## Види
- Euristhmus lepturus
- Euristhmus microceps
- Euristhmus microphthalmus
- Euristhmus nudiceps
- Euristhmus sandrae